# Năeni
Năeni est une commune roumaine située dans le județ de Buzău.